# 小谷大橋 (長野県)
小谷大橋（おたりおおはし）は、長野県北安曇郡小谷村大字北小谷の姫川および小谷橋、JR西日本大糸線に架かる一般国道148号の桁橋である。
本項では、旧道にあたる小谷橋（おたりばし）についても記載する。

## 小谷大橋の概要
国道148号の難所である区間を迂回する小谷道路の一部として建設された。
- 型式 - 5径間連続箱桁橋[2]
- 橋長 - 353 m[2]
- 着工 - 1996年（平成8年）7月24日[3]
- 竣工 - 1999年（平成11年）9月22日[4]
- 開通 - 2000年（平成12年）11月21日[5]

## 小谷橋（旧橋）の概要
- 竣工 - 1932年（昭和7年）[6]
- 型式 - RCゲルバー桁橋[6]
- 延長 - 209m[6]
- 幅員 - 4.5m[6]

## 周辺
- 道の駅小谷
- 北小谷駅